# Rundfunktenor
Ein Rundfunktenor war zur Blütezeit des Radiowesens in den 1920er- und 1930er-Jahren ein Sänger in der Stimmlage Tenor, der vor allem im Rundfunk und weniger auf der Bühne Karriere machte.
Der berühmteste Rundfunktenor war sicher Joseph Schmidt, der seit 1929 vor allem über das Radio berühmt wurde. Ihm war wegen seiner Körpergröße von 1,58 m eine Bühnenkarriere verschlossen. Im Almanach Künstler am Rundfunk wurde ihm noch 1932 eine glänzende Zukunft als Rundfunktenor vorhergesagt, doch war dies schon ein Jahr später durch die Rassenpolitik der Nationalsozialisten überholt. Schmidt musste emigrieren. 
Aber auch andere Sänger konzentrierten sich (fast) vollständig auf Rundfunkaufnahmen und damit einhergehende Schallplatteneinspielungen. So gilt Joseph Schmidts Sängerkollege Franz Baumann, dessen Karriere auch nach 1933 ungebremst weiterging, als der langfristig erfolgreichste Rundfunktenor. Weitere Vertreter dieser Spezies waren zum Beispiel Erwin Hartung, Eric Helgar, Richard Fritz Wolf und Willy Weiss.
Es gab auch Sänger und Sängerinnen anderer Stimmlagen, die überwiegend im Rundfunk tätig waren, doch bildete sich bei ihnen kein eigener Gattungsbegriff heraus. Die Tenöre hatten eine Sonderstellung, weil sie auch die seinerzeit populärsten Lieder und Schlager im Rundfunk und auf Platte sangen.